# A sötét sziget trilógia (képregény)
A Ninjago: A sötét sziget trilógia 2016-ban kiadott háromrészes amerikai képregény, amely a Lego Ninjago: A Spinjitzu mesterei című televíziós sorozat alapján készült. Magyar változat nem készült belőle.
A cselekmény a 6. évad és az Az Ősök napja között játszódik.

## Cselekmény

### 1. rész
Miután a Sötét Szigeten több tengerész eltűnése után vizsgálnak, Misako-t és Ronin-t megtámadják a kalózok a vihar közepén; egy idő múlva a hajóuk visszaállt Ninjagóban. Wu, aki már egy ideje meditál, és egyre növekvő fenyegetést érzékel, gyorsan összeállítja a hat nindzsát, hogy a A Végzet hajója 2.0- ra vigyázzon rájuk keresve, és titokzatos ládát hozzon létre a folyamatban. Sajnos, a csoportot egy viharban kapják a sziget felé, amely szétszórja őket, és Kai felébred, ami hatalmas sivatagnak tűnik. Wu felébred, és csak a Lloyd számára találja meg a sérült Bounty-t egy dühös gorillák egy csoportja. Miután elhagyták őket, nagybátyja és unokaöccse kapja meg a Bounty tengerialkalmasságot és elkezd vitorlázni felfelé, Wu megjegyezve, hogy a Dark Matter hatása úgy tűnik, egyre erősebbé válik körülötte a naplóbejegyzéseiben.
Máshol Jay és Nya ébrednek a No Man's Bluff-en, és inaktívnak találják a kommunikátoraikat, és így kezdik keresni a többit. Hamarosan váratlan látványt találnak: a kalózok, akik megtámadták Misako-t és Ronin-t, akik Nadakhan legénységének tagjai, bár Jay és Nya (csak Jay kívánsága miatt emlékeznek a korábbi találkozásokra). A kalózok elfoglalták Ronint, aki kiderül, hogy csak azért kényszerítette ki a hajóját, hogy eltűnjön Misako mellett. Mint a ninja és a kalózok csatája, megjelenik a leviatán, és megragadja Ronin-t, és Nya megparancsolja Jay-nek, hogy hagyja a kalózokat, miközben foglalkozik vele; azonban segít a Ronin szabadságában, és a tolvaj bemutatja új mechjétés segíti a Nyát a tenger fenevadától. A trió elindul, hogy megtalálja Misako-t.

### 2. rész
Lloyd és Wu folytatták útjukat a Sötétség folyójába, csak észrevették a Sötét Anyagnak a környezetre gyakorolt hatását, és maguk is érintették őket, és Lloyd visszaélte hatalmát, mielőtt egyedül vette a misakot. Wu-t hasonlóképpen érintik, egy rovarcsípéssel, ami arra készteti őt, hogy egy sötét másolatot képzeljen el magáról, aki meggyilkolja őt a Ninja használatáért saját nyereségéért; Wu azonban elhagyhatja ezt az illúziót. Eközben Zane és Cole felébredtek, és miután találkoztak egy nagy madárral, találjanak egy bányát, ahol Misako és a fogott halászok kénytelenek lesznek sötét anyagot ásni. Egy feldühödött Lloyd megérkezik, és támadni kezd, de Zane és Cole el tudják nyugtatni, mielőtt elkezdenek Misako után, aki a sötét anyag hatására esett, de Lloyd's Energy tisztítja.
A Sky Pirates tömege egy másik támadásért, de a három ninja és a szabadon bocsátott foglyok Ronin, Nya és Jay érkezésével segítik őket. Máshol Wu rájön, hogy a Sötét Szigeten lévő bajok mögötti gazember nem más, mint Clouse, aki a szigetre jött, miután nem tudta megszerezni a Tyrahn teáskanna (Jay végső kívánsága miatt Nadakhan). Miután a mágiáját erőszakkal felkészítette Nadakhan legénységének felvételére, Clouse most arra törekszik, hogy a Sötét Anyagot használja a Fény Templomának megrongálására, amely egyesíti a Sötét Szigetet és a Ninjagót, mint a sötétség földjeit, amelyeket a Clouse irányít. Clouse a Wu-t a Misfortune's Keep fedélzetén hagyja el, míg a Ninja a Monkey Wretch által létrehozott új járműveket elemi energiájukkal tisztították. Cole felfedezi Wu-t, de elküldi a hiányzó Kai keresését.

### 3. rész
Kai, aki elveszett a Billy Badlands-ben, egy kalóz párral van elfoglalva, de Cole megmentette, akinek részleges immunitása a Sötét Anyaghoz lehetővé teszi, hogy részlegesen sérült Kai-val indokolja. A pár új járműveket szerez, és elindul, hogy találkozzon a másik ninjával, végül sikerüljön, és útba kerül a Fény temploma felé. Sajnos, a Dark Matter végső konvojának szüksége volt arra, hogy elnyomja a Fény templomát és megrontotta, hogy már mozog, és maga a Sötét Sziget is a káoszba esik a gonosz energiák következtében. A ninjacsapat újraegyesíti és megpróbálja megállítani a konvojot, csak a Clouse támadását, és majdnem egy mágikus homokvihar alatt temették el. A hősök elhalványulnak, hogy eljussanak a Fény templomba, elhatározva, hogy megállítják Clouse-t vagy megpróbálnak meghalni.
A templomba érkezéskor a Ninja úgy találja, hogy a Clouse terve már jó állapotban van, és kénytelenek szembesülni az Árnyék hadseregével és az éghajlattal. A vereség elkerülhetetlen, de Wu megérkezik és felfedi a láda tartalmát: apja Arany Mechjét, amelyet hamarosan a Clouse elleni harcba kísérel. Clouse a saját hadseregének tagjaival válaszol, és a két hadseregben csak azért harcol, hogy Wu győzedelmeskedjen. A Ninjago és a Dark Island egyesülése megáll, a fény temploma visszaáll az eredeti dicsőségére, és a vortex nem hajlandó elfogadni az ellenségei segítségét az alvilágba. A Sky Pirates elfoglalásával és az egyensúly helyreállításával a Ninja ünnepli győzelmét.
A Ninjago-ba való visszatérés után azonban Wu naplójában megjegyzi, hogy újabb fenyegetést érzékel a láthatáron: valami Kai és Nya édesanyját és apját és két ikrét, amit úgy vélte, idővel elveszett...

## Szereplők
- Lloyd Garmadon
- Kai Smith
- Jay Warker
- Zane Julian
- Cole Bucket
- Nya Smith
- Sensei Wu
- Misako
- Ronin
- Clouse
- Sky Pirates